# Danmark i olympiska vinterspelen 2018
Danmark deltog i de olympiska vinterspelen 2018 i Pyeongchang, Sydkorea, med en trupp på 17 atleter (tio män, sju kvinnor) fördelat på fem sporter.
Vid invigningsceremonin bars Danmarks flagga av short track-åkaren Elena Moller Rigas.